# Carl Mortensen
Pour les articles homonymes, voir Mortensen.
Carl Lauritz Mortensen est un skipper norvégien né le 2 mars 1919 à Oslo et mort le 1er novembre 2005 dans la même ville. 

## Carrière
Aux Jeux olympiques d'été de 1952 à Helsinki, Carl Mortensen remporte la médaille d'argent en 6 Metre sur le Elisabeth X.